# کوستاس کیاسوس
کوستاس کیاسوس (یونانی: Κώστας Κιάσσος؛ زادهٔ ۱۳ دسامبر ۱۹۷۵) بازیکن سابق فوتبال اهل یونان است که عمدتاً برای او.اف.آی کرته در پست هافبک بازی می‌کرد.